# Geknobbelde hartschelp
De Geknobbelde hartschelp (Acanthocardia tuberculata) is een in zee levende tweekleppige weekdiersoort uit de familie van de Cardiidae.

## Meer afbeeldingen

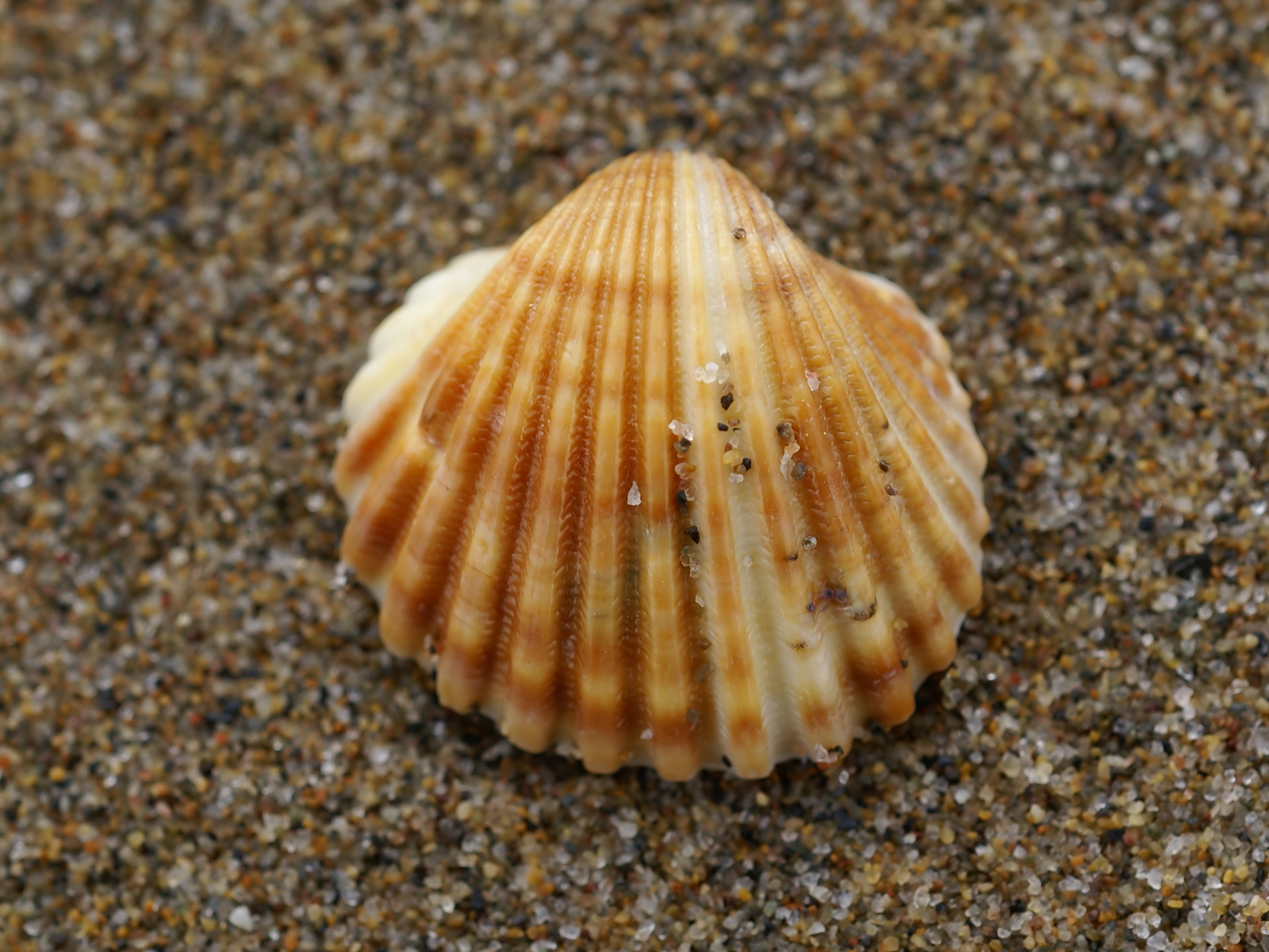

## Beschrijving

### Schelpkenmerken

var. alba

De Geknobbelde hartschelp bezit een stevige dikke, bijna ronde schelp. De umbo steekt duidelijk uit en ligt net voor het midden van de schelp. Vanuit de top lopen tot maximaal 22-24 brede radiale ribben. De ribben hebben een afgerond rechthoekige doorsnede. De ruimten tussen de vrij hoge ribben zijn duidelijk smaller dan de ribben zelf en zijn aan de voorzijde van de schelp soms bijna tot groeven versmald. Aan de achterzijde van de schelp zijn de ribben wat smaller. Over en tussen de ribben is een sculptuur van vrij ruwe concentrische dwarslijntjes aanwezig. Over het midden van de ribben loopt een zwakke groef waarin op regelmatige afstand brede knobbels staan. De knobbels zijn bij de voorrand van de schelp iets duidelijker ontwikkeld terwijl het aan de achterzijde meer kleine stekels zijn. Knobbels kunnen op sommige ribben ook geheel afwezig zijn en in dat geval zijn die ribben volledig glad. De groeven aan de binnenkant van de schelp (de 'holle ribben') zijn alleen duidelijk zichtbaar bij de schelprand, naar de top toe vervagen ze.
De Geknobbelde hartschelp heeft een heterodont slot: in de linkerklep 2 en in de rechterklep 1 cardinale tand en 2 laterale tanden in beide kleppen.
De schelp is geelwit tot bruin van kleur en heeft vaak donkerbruine banden of vlekken. De binnenzijde is wit, porseleinachtig glanzend. Strandmateriaal is vaak lichtbruin of lichtblauwgrijs verkleurd.
Rechter en linker klep van hetzelfde exemplaar:

Rechter Klep
Linker Klep

### Afmetingen van de schelp
- lengte: tot 85 millimeter (meestal kleiner)
- hoogte: tot 65 millimeter (meestal kleiner)

### Habitat en levenswijze
De dieren leven ingegraven in een zand- of modderbodem, uitsluitend sublitoraal. Ze komen voor vanaf iets beneden de laagste laagwaterlijn tot enkele tientallen meters waterdiepte. De soort behoort tot de infauna en filtert het voedsel uit het zeewater.

### Voorkomen
Dit is een zuidelijke soort die tegenwoordig niet in de Noordzee leeft. De noordgrens ligt in Het Kanaal. Op het Noordzeestrand aangespoelde losse kleppen zijn fossiel.

### Fossiel voorkomen
De Geknobbelde hartschelp is in het Noordzeebekken alleen uit het Eemien bekend. Exemplaren die op het Noordzeestrand aanspoelen hebben alle deze ouderdom.